# 栗銘
栗銘（1467年—？），字警之，山西長治縣人，明朝政治人物，弘治己未進士，官至知州。

## 生平
弘治五年（1492年）壬子科山西鄉試第五十八名舉人，弘治十二年（1499年）登己未科進士，历任山东阳信、直隶丹徒知县，正德五年（1510年）徵拜给事中，以宗亲改南直徐州知州。

## 家族
曾祖栗志刚；祖栗茂；父栗俊，承直郎。母韓氏。慈侍下。弟栗镐（將仕郎）、栗镗（迪功郎）。兄栗钲，成化七年辛卯科举人，官阶州知州。